# Morné Steyn
Morné Steyn (Città del Capo, 11 luglio 1984) è un rugbista a 15 sudafricano, mediano d'apertura dei Bulls in Super Rugby.

## Biografia
Benché nativo di Città del Capo iniziò la sua carriera professionistica nei Blue Bulls di Pretoria con cui si aggiudicò nel 2003 e 2004 due edizioni consecutive della Currie Cup, per poi debuttare in Super Rugby con i Bulls nel 2006, anno in cui vinse una terza Currie Cup; l'anno successivo vinse anche il titolo Sanzar, bissato nel 2009 quando mise nel palmarès, contemporaneamente, anche la sua quarta Currie Cup.
Il Super 14 2009 fu vinto anche con il primato personale di Steyn per punti marcati nella competizione, ripetendo l'impresa anche nel 2010 e imponendosi come il sudafricano con il maggior numero di punti marcati nel Super Rugby.
Esordiente nel Sudafrica in occasione del tour dei British Lions del 2009, prese successivamente parte alla Coppa del Mondo di rugby 2011 e rimase titolare fisso fino al ballottaggio con Handré Pollard; purtuttavia è divenuto il secondo miglior marcatore, al 2015, del Sudafrica con 694 punti, superato solo da Percy Montgomery.
Alla Coppa del Mondo di rugby 2015 si è classificato al terzo posto con la sua Nazionale.
Dal 2013 Steyn milita con un contratto triennale a Parigi nello Stade français, formazione con cui si è laureato campione nazionale nel 2015.
Steyn vanta anche un invito nei Barbarians nel 2009, in occasione della seconda vittoria di sempre della squadra inglese contro la Nuova Zelanda.

## Palmarès
- Super Rugby: 3
Bulls: 2007, 2009, 2010
- Currie Cup: 4
Blue Bulls: 2003, 2004, 2006, 2009
- Campionati francesi: 1
Stade français: 2014-15
- Challenge Cup: 1
Stade français: 2016-17
- Super Rugby Unlocked: 1
Bulls: 2020